# Fliegerkreuz (Niederlande)

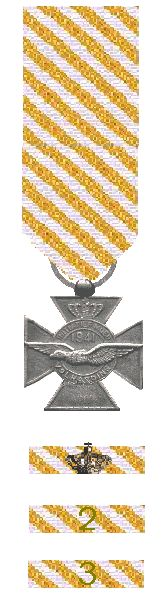
Fliegerkreuz mit Wiederholungsspangen

Das Fliegerkreuz wurde am 28. August 1941 von Königin Wilhelmina der Niederlande als Auszeichnung für Militärpersonen gestiftet, die in Kriegszeiten Initiative, Mut und Ausdauer zeigen.
In besonderen Fällen kann die Verleihung auch an Zivilisten und Ausländer erfolgen.

## Aussehen
Die Dekoration ist ein silbernes teutonisches Kreuz. Im Medaillon ist ein fliegender Adler mit der Umschrift Initiatief – Moed – Volharding (Initiative – Mut – Ausdauer) sowie die Jahreszahl 1941 zu sehen. Die Rückseite ist glatt.

## Trageweise
Getragen wird die Auszeichnung an einem diagonalgestreiften orange-weißen Band auf der linken Brust.

## Sonstiges
Für wiederholte Verleihung wird eine entsprechende Zahl aus Gold auf dem Band angebracht.